# Капітан (Велика Британія)
Капітан (англ. Captain, скорочення Capt) — молодше офіцерське звання британської армії і Королівської морської піхоти. У обох випадках він іде після звання лейтенант та перед званням майор з кодуванням НАТО OF-2. Звання відповідає лейтенанту Королівського флоту і флайт-лейтенант (капітан авіації) Королівських ВПС. Звання капітан Королівського флоту більш вище (еквівалент армійського звання полковник), тому варто не плутати ці два звання.
У британській армії 21-го століття, капітани зазвичай є заступниками командирів рот або підрозділів в яких налічується до 120 чоловік особового складу.

## Історія
Ранг другого капітана існував за статутом з часів битви при Ватерлоо.
З 1 квітня 1918 по 31 липня 1919 у Королівських ВПС існувало звання молодшого офіцера — капітан. Відзнаки капітана ВПС базувалися на двох смужках, як у лейтенанта флоту, але з орлом та короною над смужками. Зараз це звання відповідає флайт-лейтенанта.

## Відзнака
Значки для звання капітана були представлені 30 січня 1855 і їх надівали на еполети. Після Кримської війни було представлено нову рангову систему, в якій були відзначені перші повні відзнаки в історії британської армії. Відзнаки капітана носили на комірці, відзнака складалася з корони та зірки (яка зараз є відзнакою підполковника).
На погони відзнака була повернута у 1880 для всіх офіцерів при повному параді, після реорганізації системи корон та зірок. З цього часу і до 1902, капітан мав лише дві зірки. Зміни у 1902 додали ще одну зірку, таку відзнаку використовують до тепер. На додачу до наплічних значків, крім того офіцерські звання відображалися візерунком зі золотого мережева на манжетах парадної туніки.
З 1902 використовувалася складна система відзнак яка складалася зі смужок та петель над манжетою (відома як «спаржа»), але в тому ж році вона була замінена комбінацією вузьких кілець з камвольною косою навколо манжета, з тройними наплічними значками на парадній формі. Як і у флоті капітани мали два витих кільця. У шотландських полках кільця були навколо верхньої частини манжети, а значки на манжеті.
Під час Першої світової війни, деякі офіцери одягали форму з відзнаками на плечах, тому що відзнаки на манжетах робили їх мішенями для снайперів. Спочатку командування незадовільно віднеслося до таких нововведень, але у 1917 така уніформа була визнана офіційно як альтернативна, а з 1920 вона стала традиційною замінивши нарукавні відзнаки.

Відзнака з 1856 по 1880
Відзнака з 1881 по 1902
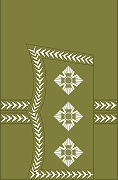
Відзнака часів Першої світової (загальна)
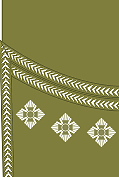
Відзнака часів Першої світової (шотландські підрозділи)